# National Hockey League 1940/1941
National Hockey League 1940/1941 var den 24:e säsongen av NHL. 7 lag spelade 48 matcher i grundserien innan Stanley Cup inleddes den 20 mars 1941. Stanley Cup vanns av Boston Bruins som tog sin 3:e titel, efter finalsegern mot Detroit Red Wings med 4-0 i matcher.
New York Americans bytte efter säsongen namn till Brooklyn Americans.

## Grundserien
| Nr | Lag                 | S  | V  | O  | F  | GM  | IM  | MS  | P  |
| -- | ------------------- | -- | -- | -- | -- | --- | --- | --- | -- |
| 1  | Boston Bruins       | 48 | 27 | 13 | 8  | 168 | 102 | +66 | 67 |
| 2  | Toronto Maple Leafs | 48 | 28 | 6  | 14 | 145 | 99  | +46 | 62 |
| 3  | Detroit Red Wings   | 48 | 21 | 11 | 16 | 112 | 102 | +10 | 53 |
| 4  | New York Rangers    | 48 | 21 | 8  | 19 | 143 | 125 | +18 | 50 |
| 5  | Chicago Black Hawks | 48 | 16 | 7  | 25 | 112 | 139 | −27 | 39 |
| 6  | Montreal Canadiens  | 48 | 16 | 6  | 26 | 121 | 147 | −26 | 38 |
| 7  | New York Americans  | 48 | 8  | 11 | 29 | 99  | 186 | −87 | 27 |

## Poängligan 1940/1941
Not: SM = Spelade matcher, M = Mål, A = Assists, Pts = Poäng
| Spelare       | Lag                 | SM | M  | A  | Pts |
| ------------- | ------------------- | -- | -- | -- | --- |
| Bill Cowley   | Boston Bruins       | 46 | 17 | 45 | 62  |
| Syl Apps      | Toronto Maple Leafs | 41 | 20 | 24 | 44  |
| Gord Drillon  | Toronto Maple Leafs | 42 | 23 | 21 | 44  |
| Bryan Hextall | New York Rangers    | 48 | 26 | 18 | 44  |
| Syd Howe      | Detroit Red Wings   | 48 | 20 | 24 | 44  |
| Lynn Patrick  | New York Rangers    | 48 | 20 | 24 | 44  |

## Slutspelet 1941
6 lag gjorde upp om Stanley Cup-pokalen. Ettan och tvåan i serien spelade semifinal mot varandra om en finalplats i bäst av 7 matcher. Trean spelade mot fyran och femman spelade mot sexan i kvartsfinalserier i bäst av 3 matcher, där vinnarna spelade mot varandra i en semifinalserie i bäst av 3 matcher. Finalserien spelades i bäst av 7 matcher. 
Kvartsfinaler
Detroit Red Wings vs. New York Rangers
| Datum   | Hemma             | Mål | Borta             | Mål | Not      |
| ------- | ----------------- | --- | ----------------- | --- | -------- |
| 20 mars | Detroit Red Wings | 2   | New York Rangers  | 1   | SD 12.01 |
| 22 mars | New York Rangers  | 3   | Detroit Red Wings | 1   |          |
| 24 mars | Detroit Red Wings | 3   | New York Rangers  | 2   |          |

Detroit Red Wings vann kvartsfinalserien med 2-1 i matcher.
Chicago Black Hawks vs. Montreal Canadiens
| Datum   | Hemma               | Mål | Borta               | Mål | Not      |
| ------- | ------------------- | --- | ------------------- | --- | -------- |
| 20 mars | Chicago Black Hawks | 2   | Montreal Canadiens  | 1   |          |
| 22 mars | Montreal Canadiens  | 4   | Chicago Black Hawks | 3   | SD 34.04 |
| 25 mars | Chicago Black Hawks | 3   | Montreal Canadiens  | 2   |          |

Chicago Black Hawks vann kvartsfinalserien med 2-1 i matcher.
Semifinaler
Boston Bruins vs. Toronto Maple Leafs
| Datum   | Hemma               | Mål | Borta               | Mål | Not      |
| ------- | ------------------- | --- | ------------------- | --- | -------- |
| 20 mars | Boston Bruins       | 3   | Toronto Maple Leafs | 0   |          |
| 22 mars | Boston Bruins       | 3   | Toronto Maple Leafs | 5   |          |
| 25 mars | Toronto Maple Leafs | 7   | Boston Bruins       | 2   |          |
| 27 mars | Toronto Maple Leafs | 1   | Boston Bruins       | 2   |          |
| 29 mars | Boston Bruins       | 1   | Toronto Maple Leafs | 2   | SD 17.31 |
| 1 april | Toronto Maple Leafs | 1   | Boston Bruins       | 2   |          |
| 3 april | Boston Bruins       | 2   | Toronto Maple Leafs | 1   |          |

Boston Bruins vann semifinalserien med 4-3 i matcher
Detroit Red Wings vs. Chicago Black Hawks
| Datum   | Hemma               | Mål | Borta               | Mål | Not     |
| ------- | ------------------- | --- | ------------------- | --- | ------- |
| 27 mars | Detroit Red Wings   | 3   | Chicago Black Hawks | 1   |         |
| 30 mars | Chicago Black Hawks | 1   | Detroit Red Wings   | 2   | SD 9.15 |

Detroit Red Wings vann semifinalserien med 2-0 i matcher

## Stanley Cup-final
Boston Bruins vs. Detroit Red Wings
| Datum    | Hemma             | Mål | Borta             | Mål | Spelplats                | Not |
| -------- | ----------------- | --- | ----------------- | --- | ------------------------ | --- |
| 6 april  | Boston Bruins     | 3   | Detroit Red Wings | 2   | Boston Garden, Boston    |     |
| 8 april  | Boston Bruins     | 2   | Detroit Red Wings | 1   | Boston Garden, Boston    |     |
| 10 april | Detroit Red Wings | 2   | Boston Bruins     | 4   | Detroit Olympia, Detroit |     |
| 12 april | Detroit Red Wings | 1   | Boston Bruins     | 3   | Detroit Olympia, Detroit |     |

Boston Bruins vann finalserien med 4-0 i matcher

## NHL awards
| 1940–41 NHL awards         | 1940–41 NHL awards                |
| -------------------------- | --------------------------------- |
| O'Brien Trophy:            | Detroit Red Wings                 |
| Prince of Wales Trophy:    | Boston Bruins                     |
| Calder Memorial Trophy:    | Johnny Quilty, Montreal Canadiens |
| Hart Memorial Trophy:      | Bill Cowley, Boston Bruins        |
| Lady Byng Memorial Trophy: | Bobby Bauer, Boston Bruins        |
| Vezina Trophy:             | Turk Broda, Toronto Maple Leafs   |

## All-Star
| Första                                | Position | Andra                             |
| ------------------------------------- | -------- | --------------------------------- |
| Turk Broda, Toronto Maple Leafs       | M        | Frank Brimsek, Boston Bruins      |
| Dit Clapper, Boston Bruins            | B        | Earl Seibert, Chicago Black Hawks |
| Wally Stanowski, Toronto Maple Leafs  | B        | Ott Heller, New York Rangers      |
| Bill Cowley, Boston Bruins            | C        | Syl Apps, Toronto Maple Leafs     |
| Bryan Hextall, New York Rangers       | HF       | Bobby Bauer, Boston Bruins        |
| Sweeney Schriner, Toronto Maple Leafs | VF       | Woody Dumart, Boston Bruins       |
| Cooney Weiland, Boston Bruins         | Tränare  | Dick Irvin, Montreal Canadiens    |